# Anydrophila hoerhammeri
Anydrophila hoerhammeri là một loài bướm đêm trong họ Noctuidae.